# ¡Ay, Señor, Señor!
¡Ay, Señor, Señor! es una serie de televisión española emitida por Antena 3 entre 1994 y 1996, aunque fue repuesta posteriormente en varias ocasiones. La serie original constaba de 28 capítulos. Narraba las aventuras de un sacerdote moderno y de mentalidad abierta interpretado por Andrés Pajares. La serie fue una importante cantera de nuevos actores entre los que destacaron Javier Cámara o Neus Asensi entre otros.
La serie ha sido repuesta íntegra en Canal 7 Televisión, Rioja Televisión y CyL8.

## Reparto
| Actor          | Personaje           |
| -------------- | ------------------- |
| Andrés Pajares | Padre Luis Lagos    |
| Javier Cámara  | Padre Ángel Murillo |
| Lola Lemos     | Doña Angustias      |
| Chonchi Alonso | Beatriz             |
| Xesc Forteza   | Padre Claudio Lasa  |
| Adela Vicuña   | Lucía               |
| David Alonso   | Antonio             |
| Massiel        | Rosa                |
| Joaquín Kremel | Arturo              |
| Carmen Conesa  | Elisa               |
| Paloma Cela    | Asunción            |
| Jorge Roelas   | Paco                |
| Manuel de Blas | Obispo              |

## Intervenciones especiales
| Actor                 |
| --------------------- |
| Neus Asensi           |
| María Casal           |
| Beatriz Santana       |
| Jesús Bonilla         |
| María Isbert          |
| Pedro Casablanc       |
| Luis Barbero          |
| Saturnino García      |
| Marta Fernández Muro  |
| Yohana Cobo           |
| Lara de Miguel        |
| Joaquín Climent       |
| Ángel de Andrés López |
| Mario Pardo           |

## Episodios

### Temporada 1
- El hábito no hace al monje — 4 de abril de 1994(5.529.000)
- El hábito no hace al monje — 11 de abril de 1994 (5.601.000)
- Angustias — 18 de abril de 1994 (6.757.000)
- Problema de todos — 26 de abril de 1994 (6.685.000)
- Operación Chirla
- Dos por el precio de uno
- Bebé a bordo
- Cada oveja con su pareja
- Su padre!
- Dinero caído del cielo
- El licor del pater Clauvis
- Curas de urgencia
- Amores difíciles

### Temporada 2
- El regreso
- ¡Bajo el mismo techo!
- ¡Jo, qué día!
- ¡La marimorena!
- Todos a una
- La novia dijo no
- ¡Aire puro!
- ¡Vejez, divino tesoro!
- ¡Ay, Monseñor, Monseñor!
- ¡La adopción!
- Aguas Bravas
- El huracán Sara
- Cuestión de huevos
- La niña de sus ojos
- ¿Dónde está el cura?

## Premios
- 1994: Andrés Pajares nominado como Mejor Actor en los TP de Oro y Javier Cámara ganador del Premio de la Unión de Actores como Mejor Actor Secundario.
- 1995: Andrés Pajares nominado como Mejor Actor en los TP de Oro
- 1998: Finalista de Mejor Producción de los I Premios ATV